# Haruko Iida
Haruko Iida, in giapponese 飯田晴子 (Nōgata, 21 dicembre 1969), è una fumettista e illustratrice giapponese, nota soprattutto per aver realizzato i manga Hijiri♡License, Mikan no tsuki e W.I.T.C.H..
Ha debuttato con il manga Hana Maru (花丸?, Hana Maru) nel 1991.

## Opere

### Manga
- Hana Maru (花丸?, Hana Maru) (1991)
- Pana Insa no Bōken (パナ・インサの冒険?, Pana Insa no Bōken) (1994) – 4 volumi
- Hitsujikun♡Scramble (羊くん♡スクランブル?, Hitsujikun♡Sukuranburu) (1995) – volume unico
- Hijiri♡License (聖♡ライセンス?, Hijiri♡Raisensu) (1996) – 10 volumi
- Platynum Boys (プラチナボーイズ?, Purachina Bōizu) (1998) – 3 volumi
- School Reverse (1999) – volume unico
- Taiyō to Getsujin (太陽と月人?, Taiyō to Getsujin) (1999) – volume unico
- Mikan no tsuki (未完の月?, Mikan no tsuki) (2000) – 6 volumi
- Fūshika Dentsa (風姿花デンツァ?, Fūshika Dentsu~a) (2001) – 3 volumi
- Gensōsuikoden Alliance - Gensōsuikoden Comic Anthology (幻想水滸伝アライアンス―幻想水滸伝・コミックアンソロジー?, Gensōsuikoden Araiansu ― Gensōsuikoden Komikku Ansorojī) (2001) – volume unico
- Magical☆Boogie (マジカル☆ブギ?, Majikaru☆Bugi) (2002) – 2 volumi
- W.I.T.C.H. (ウィッチ -W.I.T.C.H.-?, U~itchi -W.I.T.C.H.-) (2003) – 2 volumi

### Romanzi illustrati
- Gensō-ō (弦奏王?, Gensō-ō) (1991) – volume unico. Scritto da Ichirō Tezuka
- Gin no umi, kin no daichi (銀の海 金の大地?, Gin no umi, kin no daichi) (1992-1996) – 11 volumi. Scritto da Saeko Himuro
- Hoshi no daichi (星の大地?, Hoshi no daichi) (1993) – 3 volumi. Scritto da Shinobu Saeki
- Uchū kaizoku takara fune-gumi! (宇宙海賊宝舟組!?, Uchū kaizoku takara fune-gumi!) (1996-1997) – 4 volumi. Scritto da Kō Akizuki
- Tantei joshu wa te to o kuchi ga daisuki♥ (探偵助手は手とお口が大好き♥?, Tantei joshu wa te to o kuchi ga daisuki♥) (2001) – volume unico. Scritto da Sari Yumeno
- Ogiwara kyōdai no fukuzatsuna jijō (荻原兄弟のフクザツな事情?, Ogiwara kyōdai no fukuzatsuna jijō) (2001) – volume unico. Scritto da ArĪna Suigetsu
- Tōhō Witchcraft (東方ウィッチクラフト?, Tōhō u~itchikurafuto) (2001-2002) – 6 volumi. Scritto da Hazuki Takeoka
- Hadashi no prince ni goyōshin (裸足のプリンスにご用心?, Hadashi no purinsu ni goyōshin) (2002) – volume unico. Scritto da ArĪna Suigetsu